# Aldona (Mindowe)
Aldona – bohaterka dramatu Mindowe Juliusza Słowackiego.
Jest to kobieta niezwykłej urody, żona Dowmunta. Stanowi symbol obłąkania, czym przypomina szekspirowską Ofelię.
Po stracie męża staje się obłąkana. Zakochany w niej Mindowe, nie mogąc zdobyć jej serca, postanawia ją zamordować. Aldona ginie otruta.